# Jozef Podprocký
Jozef Podprocký (* 10. Juni 1944 in Žakarovce; † 31. März 2021 in Košice) war ein slowakischer Komponist.

## Leben
Jozef Podprocký begann seine Studien 1961–1965 am Konservatorium in Košice bei Juraj Hatrík (Komposition) und Irena Koreňová (Klavier). 1965–1970 setzte er sein Studium an der Akademie der Darstellenden Künste in Bratislava in der Kompositionsklasse von Ján Cikker fort, ehe er schließlich seinen Abschluss bei Alexander Moyzes absolvierte. 1969–2013 war er am Konservatorium in Košice Professor für Komposition und Musiktheorie. Zu seinen Schülern zählten Norbert Bodnár, Peter Breiner, Ivan Buffa, Peter Duchnický, Peter Guľas, Jana Kmiťová, Alexander Mihalič, Ondrej Morosz und Iris Szeghi. 1986–1988 war er Direktor der Staatsphilharmonie in Košice.
Seine kompositorische Tätigkeit umfasst Orchesterwerke, Instrumentalkonzerte, Kammermusik, vokal-instrumentale Stücke und Chorsätze sowie Arbeiten für den pädagogischen Gebrauch. Podprockýs Musiksprache orientiert sich an den Mustern der europäischen Musikmoderne (Bartók, Prinzipien der Wiener Schule, Sonorismus etc.), greift aber ebenso Inspirationen aus der slowakischen Kompositionsschule des 20. Jahrhunderts und Material aus der slowakischen Volksmusik auf, die er in seinen eigenen Stil integrierte. Experiment als Selbstzweck ablehnend, verstand er sein musikalisches Schaffen grundsätzlich als künstlerische Botschaft, mit der er ein breiteres Publikum ansprechen wollte. Seine Kompositionen wurden von führenden ostslowakischen und anderen Interpreten angeregt und aufgeführt, darunter dem Košice Quartett, dem Dirigenten Bystrík Režucha, dem Organisten Ivan Sokol, den Akkordeonisten Vladimír Čuchran und Peter Katina und dem Quasars Ensemble.

## Preise und Auszeichnungen (Auswahl)
- 1978 Ján-Levoslav-Bella-Preis für das 2. Streichquartett op. 21
- 1994 Preis der Hemerka-Stiftung
- 1994 Preis des Bürgermeisters der Stadt Košice
- 2009 Preis der Stadt Košice

## Werke (Auswahl)

### Orchesterwerke
- Dramatische Studie op. 9 Nr. 1 (1967)
- Ouvertüre op. 16 „…aere perennius monumentum…“ (1973)
- Dramatische Ouvertüre op. 9 Nr. 2 (1981)
- Sinfonie in zwei Sätzen op. 30 (1984–87)
- Ouvertura festa op. 18b (1988)
- Zvony (Die Glocken) op. 31 (1991)
- 2. Sinfonie „Ecce homo“ op. 39 (1997)
- 3. Sinfonie „Hommage à Jozef Grešák“ op. 47 (2004)
- Mit Rozárka. Suite aus der gleichnamigen Oper von Jozef Grešák op. 54 (2007)
- 4. Sinfonie op. 64 (2014)
- Premeny spomienok (Transformierte Erinnerungen) op. 71 (2018)

### Kammerorchester
- Dialog op. 2 (1964)
- Concerto piccolo für Akkordeon, Streicher und Pauken op. 32 (1991)
- Quasi a fantasia op. 53 (2007)

### Instrumentalkonzerte
- Concertino für Violine und Streicher op. 11 (1970)
- Konzertante Partita für Orgel und Orchester op. 19 (1975)
- Violinkonzert op. 55 (2008/09)
- Klavierkonzert op. 60 (2012)
- Violakonzert op. 69 (2015/16)
- Trompetenkonzert op. 70 (2017)

### Duos und Kammermusik
- Variationen für Streichquartett op. 3b (1964)
- Expressionen für Violine und Viola op. 6 (1968)
- Divertimento für Bläserquintett op. 10 (1969)
- 1. Streichquartett op. 15 (1972)
- 2. Streichquartett op. 21 (1976)
- 3. Streichquartett op. 27 „Hommage à Béla Bartók“ (1981)
- Wiegenlied für Oboe, Klarinette und Fagott op. 34 Nr. 7 (1992)
- 4. Streichquartett op. 37 (1994)
- Concerto piccolo für Akkordeon und Klavier op. 32a (2000)
- Divertimentino für Oboe, Klarinette und Fagott op. 45 (2003)
- Lieder ohne Worte für Violine, Viola, Violoncello und Klavier op. 46 (2003–08)
- 5. Streichquartett op. 50 „In memoriam Ivan Sokol“ (2006)
- Toccatina interrupta für Akkordeon und Klavier op. 59 (2011)
- 6. Streichquartett op. 62 „Metamorphosen“ (2013)

### Klavier zu zwei oder vier Händen
- Drei Bagatellen op. 1e (1964–66)
- Sonate op. 4 (1965)
- Passacaglia piccola op. 51 (2007)
- Fantasia IV über die Sequenz „Laeta dies“ für zwei Klaviere op. 73 (2019)

### Diverse Soloinstrumente
- Sempre solo für Flöte op. 5 (1966)
- Reversionen für Akkordeon op. 12 „Hommage à Arnold Schönberg“ (1970–72)
- Rébusy I für Akkordeon op. 20 (1975)
- Zwei Choralmeditationen für Klarinette op. 41 (1998)
- Lauda Sion für Orgel op. 44 (2000)
- Capriccio rustico für Akkordeon op. 49 (2004)
- Rébusy II für Akkordeon op. 57 (2010)
- Laudatorium für Orgel op. 58 (2011)
- Fantasia I über die Sequenz „Stabat mater“ für Akkordeon op. 61 (2013)
- Fantasia II über die Sequenz „Victimae paschali“ für Viola op. 63 (2013)
- Fantasia III über die Sequenz „Veni Sanctec Spiritus“  für Akkordeon op. 65 (2014)
- Nuovamente solo für Gitarre op. 72 (2019)

### Stimme(n) und Instrument(e)
- Vesper Dominicae op. 7 Nr. 1 für Bariton, Flöte und Streichquartett oder Bariton und Klavier (1966)
- Ave Maria op. 7 Nr. 2a für Gesangsstimme und Streicher (1966)
- Ave Maria op. 7 Nr. 2c für Gesangsstimme und Klavier "in memoriam Ján Cikker" (1966/1990)
- Zwei Kavatinen op. 22 für Bass, Klarinette/Flöte, Violine und Violoncello oder Bass und Klavier, Text: Rabindranath Tagore (1980)
- Missa Slovaca op. 35 Nr. 1 (1993)
- Ako sa prasiatka domov navrátili und Ako prasiatka svetom putovali für Gesang und Klavier op. 43 (1998/99)
- Cantus adventus für Bariton und Orgel op. 66 (2014)

### Chor
- Fire, fire (Feuer, Feuer). Paraphrase über ein Madrigal von Thomas Morley op. 26 Nr. 1 (1981)
- Weihnachtslieder für Chor und Streichorchester op. 34 Nr. 1–3 (1991)
- Irmologion. Gesänge aus der Liturgie nach Johannes Chrysostomos op. 35 Nr. 3 (1993)
- Večerný zvon (Abendglocke) op. 67 Nr. 2 (2015)

### Musiktheater
- Radulienka. Musikalisches Märchen op. 38, Text: Ján Drietomský (1994)

Weiters Werke für den Unterricht, Volksmusikbearbeitungen sowie Arrangements, Transkriptionen und Rekonstruktionen nach Werken anderer Komponisten (u. a. František Xaver Zomb, Jozef Košovič, Marco Frisina)

## CD-Diskographie (Auswahl)

### Als Komponist
- Dve meditácie op. 25a – Renato Bizzotto (Oboe), Reto Wildeisen (Klarinette), Košické kvarteto – auf Music From Friends For Friends: Sextette (Master Edition, 1999)
- Concerto piccolo op. 32 – Vladimír Čuchran (Akkordeon), Staatsphilharmonie Košice, Dirigent: Petr Vronský – auf Vladimír Čuchran: The Best of Accordion World (ASSA Edition, 2005)
- Divertimento op. 10, 1. Streichquartett op. 15, Concerto piccolo op. 32a, 3. Streichquartett op. 27, Lauda Sion op. 44 – Diverse Interpreten – Jozef Podprocký: Kammermusik (Slowakischer Musikfonds, 2005)
- Sonate op. 4 – Ivan Buffa (Klavier) – auf New Slovak Music for Piano (Hevhetia, 2007)
- Capriccio rustico op. 49 – Rajmund Kákoni (Akkordeon) –  auf Accordion Monologue. Rajmund Kákoni (Diskant, 2008)
- Passacaglia piccola op. 51 – Ivan Buffa (Klavier) – auf Slovak Composers‘ Fifth Variations (Slovak Music Bridge, 2011)
- Werke für Akkordeon – Peter Katina (Akkordeon) – Jozef Podprocký: Werke für Akkordeon (Hevhetia, 2011)
- Laudatórium op. 58, Fantászia I über die Sequenz „Stabat mater“ op. 61 – Marek Štrbák (Orgel) – auf Marek Štrbák: Orgelwerke ostslowakischer Komponisten (Hudobný fond, 2019)
- Suita domestica op. 14 Nr. 7 – Slowakisches Kammerorchester, Dirigent: Ewald Danel – auf Slovenský Komorný Orchester (Slovenská filharmónia, 2020)

### Als Bearbeiter
- František Xaver Zomb: Missa brevis ex D op. 23 Nr. 2, Vesperae Cassovienses op. 23 Nr. 1 – Lívia Ághová, Marta Beňačková, Ľudovít Ludha und Peter Mikuláš (Vokalsolisten), Ivan Sokol (Orgel), Sängerchor der Stadt Bratislava, Staatsphilharmonie Košice, Dirigent: Richard Zimmer – F. X. Zomb: Sakralwerke (Opus, 1995)